# Piła (Ruda Różaniecka)
Piła – przysiółek wsi Ruda Różaniecka położony w Polsce, w województwie podkarpackim, w powiecie lubaczowskim, w gminie Narol.
W latach 1975–1998 przysiółek administracyjnie należał do województwa przemyskiego.
Wierni Kościoła rzymskokatolickiego należą do parafii św. Michała Archanioła w Płazowie.